# Coisas Ditas
Coisas Ditas é um livro de Pierre Bourdieu, sociólogo francês, publicado em 1987 pela Editions de Minuit, como parte da coleção Common Sense.

## Tema
As Coisas Ditas é um registro dos discursos, palestras e conversas anteriores de Bourdieu em seus escritos sociológicos. Segundo Bourdieu, o ensaio escrito é superior ao ensaio falado. A escrita sociológica é uma ferramenta para repensar, eliminar a ambiguidade e formular questões sociológicas. Além disso, Coisas Ditas está centrado na relação entre a escrita sociológica e a ciência sociológica. 
A análise de Bourdieu da relação entre escrita sociológica e ciência sociológica levanta questões importantes sobre a natureza e o papel da sociologia. Na a primeira parte o livro traça os caminhos intelectuais, explicita os pressupostos filosóficos da pesquisa e relembra a lógica da pesquisa. A segunda parte trata de encontros científicos com pesquisadores e sociólogos nas áreas de parentesco, religião, política e literatura. A terceira parte trata das aberturas para o futuro da ciência, do intelectualismo e da cultura. 
O livro é, acima de tudo, sobre a sociologia da sociologia. De fato, reflexividade está no cerne desta obra de Bourdieu. Coisas Ditas é uma introdução para leitores não familiarizados com as ideias de Bourdieu, e um guia para aqueles que acham os escritos de Bourdieu difíceis. Este trabalho supera as leituras e equívocos das pessoas sobre as obras de Bourdieu. A obra é uma visão adequada e apropriada dos detalhes da obra intelectual de Bourdieu e da gênese intelectual e social de seus conceitos-chave.

## Revisão e Crítica
Bourdieu foi capaz de propor um argumento coerente sobre qualquer assunto. Neste trabalho, ele discutiu temas sobre a pesquisa de campo, arte, esportes, literatura, filosofia, pesquisa, entre outros. Tanto quanto Bourdieu enfatiza as condições especiais que constituem a sociologia de tais sujeitos, ele também enfatiza sua atitude em relação a esses tipos de sociologias.